# Clitoria kaessneri
Clitoria kaessneri är en ärtväxtart som beskrevs av Hermann August Theodor Harms. Clitoria kaessneri ingår i släktet Clitoria, och familjen ärtväxter. Inga underarter finns listade i Catalogue of Life.